# Декрети про суд
Декрети про суд — нормативні акти органів радянської влади (ВЦВК і РНК РРФСР), які були прийняті в 1917—1918 рр. і регламентували діяльність судових органів у перші роки після Жовтневого перевороту.  Наркомат юстиції, очолюваний Стучкою,  скасував суди, інститут судових слідчих, прокуратури, присяжну та приватну адвокатуру.

У цей період було прийнято кілька декретів та інших документів, що регламентували судоустрій в РРФСР, але найбільшу популярність здобули Декрети про суд № 1, 2 і 3.

## № 1
Декрет проголосив скасування всіх існуючих в Росії до його прийняття судових установ.

Дія інституту мирових суддів припинялася до заміни цих суддів місцевими судами, що обираються «на підставі прямих демократичних виборів, а до призначення таких виборів тимчасово - районними і волосними, а де таких немає, повітовими, міськими і губернськими Радами робітничих, солдатських і селянських депутатів».

## № 2
Виданий ВЦВК і РНК РСФРР 20.11 1918. Для розгляду справ, що перевищували підсудність місцевих судів, утворювалися окружні суди. 

## № 3
Виданий РНК РРФСР 20 липня 1918 року.

Було розмежовано підсудність між місцевими та окружними народними судами, визначено, що суди повинні керуватися декретами Радянського уряду і соціалістичною совістю, створено касаційний суд тощо. Було дещо розширено компетенцію місцевих судів (позови до 10 000 крб., покарання до 5 років позбавлення волі).
Положення цих Декретів про суди стали основою перших законів про суд, виданих у радянській Україні.